# Manilkara fasciculata
Manilkara fasciculata là một loài thực vật có hoa trong họ Hồng xiêm. Loài này được (Warb.) H.J.Lam & Maas Geest. mô tả khoa học đầu tiên năm 1941.